# پاتریک روی
پاتریک روی (انگلیسی: Patrick Roy؛ زادهٔ ۵ اکتبر ۱۹۶۵) بازیکن هاکی روی یخ اهل کانادا است.
وی همچنین برندهٔ جوایزی همچون تالار افتخارات هاکی و جام استنلی شده‌است.
از باشگاه‌هایی که در آن بازی کرده‌است می‌توان به مونترآل کانادینز اشاره کرد.